# Kacherien
Kacherien (auch Cacherien) ist ein Ortsteil der Gemeinde Langendorf im Landkreis Lüchow-Dannenberg in Niedersachsen.
Das Dorf liegt unweit der östlich fließenden Elbe, westlich direkt anschließend an den Kernbereich von Langendorf. Südlich liegt der 49 Meter hohe Mühlenberg.

## Geschichte
Bereits vor 1972 gehörte Kacherien zusammen mit Brandleben zur Gemeinde Langendorf.